# Azulen
Azulen (von französisch azure ‚blau‘) oder Cyclopentacyclohepten ist ein blauer kristalliner aromatischer Kohlenwasserstoff. Es ist ein Isomer des Naphthalins und hat für einen Kohlenwasserstoff ein auffallend hohes Dipolmoment.

## Geschichte
Schon im 15. Jahrhundert konnte man bei der Wasserdampfdestillation der Kamille ein tiefblaues ätherisches Öl gewinnen, das entzündungshemmend wirkt. Erst 1915 wurde von Alfred E. Sherndal durch Säureeinwirkung das Azulen als Träger dieser blauen Farbe isoliert. Die von Sherndal aufgestellte tricyclische (dreifacher Ring) aromatische Strukturformel erwies sich allerdings als falsch. 1926 fand Leopold Ružička die korrekte Summenformel. Erst 1936 konnte von Alexander Pfau und Placidius A. Plattner der Aufbau dieser Verbindung geklärt werden.
Plattner stellte 1941 empirische Regeln zur Vorhersage des Farbtons in Abhängigkeit vom Substitutionsmuster auf. 1955 wurden Azulensysteme durch die von Klaus Hafner und Karl Ziegler entwickelte Ziegler-Hafner-Synthese leichter zugänglich. Trotzdem waren Mitte der 1970er-Jahre erst 60 Verbindungen mit einem Azulensystem bekannt. Mitte der 1990er-Jahre verdoppelte sich durch Synthese von 50 Azulencarbonsäureestern diese Anzahl. Durch NMR-Spektroskopie konnten dabei falsch bestimmte Strukturen korrigiert werden.

## Eigenschaften

### Physikalische Eigenschaften
Azulen ist in Wasser unlöslich; in organischen Lösemitteln löst es sich mit tiefblauer Farbe. Es ist eines der wenigen bekannten Moleküle, welche nicht der Kasha-Regel gehorchen, d. h. Fluoreszenz aus dem S2-Zustand zeigen. Der Feststoff wirkt reizend.

### Chemische Eigenschaften

Anordnung der Lokanten im Azulenmolekül

Kohlenwasserstoffe, die sich formal vom Azulen ableiten, werden Azulene genannt; sie sind blau bis violett gefärbt. Beispiele dafür sind das blaue 6-tert-Butylazulen und das blaue Guajazulen. Die Farbe ist durch einen Charge-Transfer zwischen den beiden Ringen zu erklären.
Azulen ist metastabil. Bei jahrelanger Lagerung isomerisiert es zu Naphthalin.

## Synthese
Die Synthese von Azulen gelingt zum Beispiel mittels der Synthese nach Hafner im Eintopf-Verfahren. Sie verläuft über die Edukte  2,4-Dinitrochlorbenzol, Pyridin, Cyclopentadien und Dimethylamin.

## Vorkommen

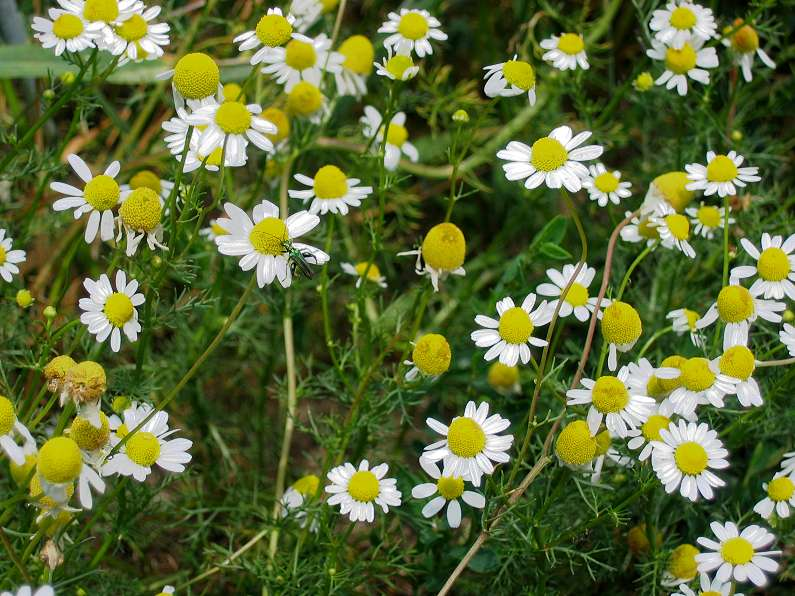
Echte Kamille (Matricaria chamomilla)

Die bekannteste natürliche Azulenverbindung, „Proazulen C“ (Matricin), kommt in der Kamille vor und geht bei 80 bis 90 °C in Chamazulen (1,4-Dimethyl-7-ethylazulen) über. Bei diesen Azulenen handelt es sich um dehydrierte Sesquiterpenderivate.

## Verwendung
Azulenderivate aus natürlichen Quellen werden häufig in Kosmetikprodukten verwendet.